# Boldklubben Marienlyst
Il Boldklubben Marienlyst è una società pallavolistica maschile Danimarca con sede a Odense: milita nel campionato di VolleyLigaen.

## Storia
La sezione di pallavolo all'interno della polisportiva nacque nel 1976, contemporaneamente alle sezioni di badminton e pallamano. La formazione partecipò ai campionati maggiori agli inizi degli anni ottanta, ma la diminuzione del budget spinse la squadra nelle serie minori del campionato danese.
Gli investimenti nella pallavolo ripresero nel 2001, e la squadra tornò presto in Elitedivision. Dopo alcune stagioni nelle quali si alternarono retrocessioni e promozioni, la squadra vinse il suo primo trofeo, la Coppa di Danimarca del 2004. Grazie a questo successo poté esordire in una competizione continentale: partecipò al girone di qualificazione della Coppa CEV (ora Challenge Cup), dove venne sconfitta in casa dagli italiani della Trentino Volley.
Nel 2005 arrivò la vittoria del primo campionato nazionale, trionfo questo ripetuto anche l'anno successivo. Nel 2008 riuscì nell'accoppiata campionato-coppa nazionale; in quell'anno partecipò per la prima volta al Nordic Club Championships, il campionato nord-europeo, che vinse sconfiggendo in finale i padroni di casa, gli svedesi del Falkenbergs. Il successo nella competizione zonale venne bissato nel 2010, dove ad essere sconfitti fu il Middelfart VK, in un derby danese.
Per quanto riguarda le competizioni europee principali, si annovera l'eliminazione al primo turno dalla Challenge Cup 2008-2009.

## Rosa 2016-2017
| N° | Nome                | Ruolo | Data di nascita  | Nazionalità sportiva |
| -- | ------------------- | ----- | ---------------- | -------------------- |
| 1  | Nikolai Hjøllund    | P     | 2 novembre 1989  | Danimarca            |
| 2  | Kasper Petersen     | C     | 25 luglio 1998   | Danimarca            |
| 3  | Simon Bitsch        | S     | 22 dicembre 1990 | Danimarca            |
| 4  | Anton Lydolff       | S     | 20 aprile 2000   | Danimarca            |
| 5  | Rasmus Høyer        | L     | 4 aprile 2000    | Danimarca            |
| 6  | Anders Als          | P     | 12 ottobre 1998  | Danimarca            |
| 7  | Sigurd Varming      | S/O   | 19 febbraio 1994 | Danimarca            |
| 8  | Jakob Andersen      | S     | 30 marzo 1990    | Danimarca            |
| 9  | Rasmus Christensen  | C     | 10 agosto 1994   | Danimarca            |
| 10 | Kristoffer Abell    | S     | 10 novembre 1994 | Danimarca            |
| 11 | Daniel Thomsen      | C     | 4 febbraio 1985  | Danimarca            |
| 13 | Jaroslav Bogdanovič | S/O   | 15 marzo 1990    | Lituania             |
| 15 | Peter Schøler       | L     | 27 novembre 1990 | Danimarca            |
| 16 | Jeppe Tryggedsson   | S     | 2 marzo 1990     | Danimarca            |

## Palmarès
- Campionato danese: 9

2004-05, 2005-06, 2007-08, 2008-09, 2009-10, 2010-11, 2012-13, 2013-14, 2016-17
- Coppa di Danimarca: 9

2004-05, 2007-08, 2008-09, 2010-11, 2011-12, 2012-13, 2013-14, 2015-16, 2017-18
- Nordic Club Championships: 3

2008-09, 2009-10, 2011-12